# Oomalama
Oomalama é o álbum de estreia do grupo escocês de rock alternativo Eugenius, lançado em 1992. A banda já havia lançado um single e um EP pelo selo fonográfico Paperhouse Records antes deste álbum, sob o nome de Captain America, no entanto, foram obrigados a mudar de nome sob pressão da editora americana Marvel, proprietária da marca Captain America. Oomalama foi então o primeiro lançamento da banda sob o nome de Eugenius, tendo sido editado pelo selo Paperhouse, em conjunto com uma grande gravadora, a Atlantic Records. O álbum foi lançado quando os membros da banda eram Eugene Kelly (guitarra e vocal), Gordon Keen (guitarra), Raymond Boyle (baixo) e Roy Lawrence (bateria).
Apesar do apoio incondicional que o disco recebeu dos membros do Nirvana, na época em grande ascensão, e da crítica especializada, o disco foi um fracasso comercial.

## Faixas
1. "Oomalama" – 3:21
2. "Breakfast" – 3:49
3. "One's Too Many" – 2:31
4. "Bed-In" – 4:30
5. "Hot Dog" (Gordon Keen) – 3:34
6. "Down on Me" (Eugene Kelly, Gordon Keen) – 5:01
7. "Flame On" – 3:37
8. "Here I Go" – 3:07
9. "I'm The Sun" – 3:41
10. "Buttermilk" – 3:22
11. "Bye Bye" – 4:36

### Faixas bônus
1. "Wow!" – 4:07
2. "Wannabee" – 2:42
3. "Indian Summer" (Beat Happening) – 4:16

"Wow!", "Bed-In" e "Wannabee" foram lançados no EP de estréia da banda "Captain America", com um lado B chamado "God Bless Les paul".
"Flame On", "Buttermilk" e "Indian Summer" foram lançados anteriormente no EP "Flame On" (lançado também quando a banda se chamava "Captain America").

## Créditos
- Eugene Kelly (guitarra e vocais)
- Gordon Keen (guitarra)
- James Seenan (baixo)
- Andy Bollen (bateria)